# Mak, Kărdjali
Mak (în bulgară Мак) este un sat în comuna Ardino, regiunea Kărdjali,  Bulgaria. 

## Demografie
Componența etnică a satului Mak
     Nicio identificare (100%)
     Altele (0%)
La recensământul din 2011, populația satului Mak era de 1 locuitori. . Pentru 100% din locuitori nu este cunoscută apartenența etnică.